# Amàsia
|  | Aquest article tracta sobre la fusió d'Amèrica i l'Àsia. Vegeu-ne altres significats a «Amasya». |

Amàsia és un possible supercontinent futur que podria ser format per la fusió d'Àsia i Amèrica del Nord. Aquesta predicció es basa majoritàriament en el fet que la placa tectònica pacífica està immersa en un procés de subducció sota Euràsia i Amèrica del Nord, el qual, en cas de continuar indefinidament, causaria el tancament de l'oceà Pacífic. Mentrestant, a causa de la dorsal mesoatlàntica, Amèrica del Nord seria empesa cap a l'oest. D'aquesta manera, es prediu que l'Atlàntic serà, en algun moment futur, més gran que l'oceà Pacífic. A Sibèria, la frontera entre les plaques eurasiàtica i nord-americana ha romàs estacionària des de fa milions d'anys. La combinació d'aquests factors causaria l'esmentada unió d'Amèrica del Nord amb Àsia. Un estudi del febrer de 2012 pronosticà que Amàsia es formaria sobre el pol nord, d'aquí a entre 50 i 200 milions d'anys.

## Escenaris alternatius

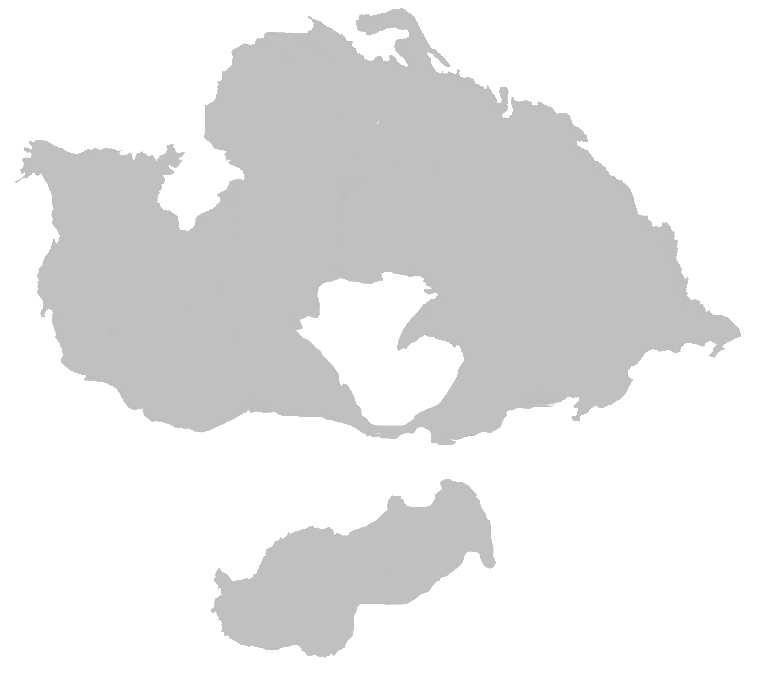
Possibles futurs continents: Pangea Ultima i Novopangea

El paleogeòleg Ronald Blakey ha descrit els pròxims 15 a 100 milions d'anys de desenvolupament tectònic com a força previsibles, però no es preveu la formació de cap supercontinent durant aquest temps. Més enllà, adverteix que el registre geològic és ple de canvis inesperats en l'activitat tectònica, que fa les projeccions més llunyanes «molt, molt especulatives». A més d'Amàsia, almenys dos altres supercontinents hipotètics -la Pangaea Ultima de Christopher Scotese i la Novopangea de Roy Livermore- han estat proposats.